# 한영숙 (성우)
한영숙(1951년 1월 27일 ~ 2006년 6월 16일)은 대한민국의 성우이다.
1969년 연극배우 첫 데뷔하여 1년 후 1970년 MBC 공채 4기 성우로 정식 데뷔하였다.
연기자로서도 많은 활약을 해, 여러 드라마 등에서 조연을 맡았고, 이를 바탕으로 2005년에는 KBS 2TV의 일일시트콤 《올드미스 다이어리》에서 비중있는 조연으로도 출연했었다. 지난 2006년 6월 16일, 수술 후유증(유가족들은 의료사고라고 주장한다)으로 인해 향년 56세의 나이로 세상을 떠났다.

## 출연작품

### 드라마, 시트콤 출연
- 1981년 MBC 《제1공화국》 - 배정자 역
- 1983년 MBC 《조선왕조 오백년 - 추동궁 마마》 - 정비 안씨 역
- 1987년 MBC 《인생화보》
- 1988년 MBC 《모래성》
- 1989년 MBC 《천사의 선택》 철암 십자병원 원장 부인 역
- 1994년 MBC 《전원일기》 - 서울댁의 친정어머니 역 (단역)
- 1995년 MBC 《제4공화국》 - 국방부장관 노재현 부인 역
- 1996년 KBS 1TV 《신세대 보고 - 어른들은 몰라요: 아이러브 여선생님》
- 1996년 KBS 1TV 《용의 눈물》 - 신의왕후 한씨 역
- 1998년 SBS 《휘파람 소리》 - 리블림 클리닉 원장 역
- 1999년 MBC 《허준》 - 동궁전 지밀상궁 역
- 2001년 SBS 《여인천하》 - 엄상궁 역
- 2001년 SBS 《외출》
- 2003년 SBS 《당신 곁으로》 - 엄 여사 역
- 2003년 MBC 《대장금》
- 2003년 SBS《왕의 여자》
- 2005년 KBS 2TV 《올드 미스 다이어리》 - 할머니 영숙 역
- 2005년 SBS 《그 여자》 - 재민 모 역

### 목소리 연기
- 금발의 제니 (MBC)
- 윈드리아의 영웅(MBC) - 왕비
- 톰소여의 모험(MBC) - 폴리 이모
- 미래용사 볼트론(MBC)
- 유령대소동(MBC)
- 비상계엄(MBC)
- 고스포드 파크(MBC) - 콘스탄스
- 미션 임파서블(MBC) - 막스(버네사 레드그레이브)
- 윌로우(MBC) - 바브모다
- 위험한 증언(MBC)
- 붉은 가마(MBC)
- 피스메이커(MBC)
- 날으는 전함 브이호(MBC)
- 배너의 모험(MBC)
- 위대한 영웅(MBC) - 팸
- 목장의 소녀 캐트리(MBC)
- 피터팬의 모험(MBC)
- 알프스의 메아리(MBC)
- 개구쟁이 태즈(MBC)
- 도단이(MBC)
- 안토니아스 라인(MBC) - 알레곤다
- 그림명작동화(MBC)
- 지 아이 제인(MBC) - 드헤이븐 의원(앤 밴크로포트)
- 형사 스타크(MBC) - 판사(제인 핼러렌)
- 사랑이 머무는 곳에(MBC) - 볼라 (콜린 듀허스트)

## 같이 보기
- 문화방송 성우극회
- 김자옥
- 박주아